# Royaume-Uni au Concours Eurovision de la chanson 1982
Le Royaume-Uni était représenté au Concours Eurovision de la Chanson 1982 par Bardo avec la chanson "One Step Further". Il a été choisi dans le cadre du processus de sélection nationale dans l'émission A Song for Europe et s'est classé septième à l'Eurovision, recevant 76 points.

## Sélection

### A Song for Europe 1982
L'émission télévisée A Song for Europe a de nouveau été utilisée pour sélectionner la candidature britannique, comme elle l'avait fait depuis les débuts du Royaume-Uni au Concours en 1957. Terry Wogan a de nouveau animé le concours, qui s’est tenu le 24 mars au Studio 1 du Television Centre, London. Huit chansons ont été retenues parmi celles soumises à la Music Publishers Association. Bucks Fizz était invité au show, chantant leur single "My Camera Never Lies" dans une performance préenregistrée. Le groupe a été interviewé par Terry Wogan en direct pendant le spectacle et un membre du groupe, Bobby G a interprété les chœurs des artistes gagnants, Bardo. Le BBC Concert Orchestra sous la direction de Ronnie Hazlehurst a accompagné toutes les chansons, mais malgré les performances en direct, l'orchestre était hors écran, derrière le plateau.
Bucks Fizz était invité au spectacle, chantant leur single actuel " My Camera Never Lies " dans une performance préenregistrée. Le groupe a été interviewé par Terry Wogan en direct pendant le spectacle et le membre du groupe Bobby G a interprété les chœurs des artistes gagnants, Bardo. Le BBC Concert Orchestra sous la direction deRonnie Hazlehurst en tant que chef d'orchestre a accompagné toutes les chansons, mais malgré les performances en direct, l'orchestre était hors écran, derrière le plateau. L’ensemble lui-même a donné une suggestion quant à la scène principale de l’Eurovision à Harrogate qui utilisait également des colonnes lumineuses et des miroirs, en outre, cet ensemble a été partiellement recyclé pour l’aventure du Doctor Who Snakedance, diffusée près d’un an plus tard.
Paul Curtis prévoyait d'interpréter lui-même deux de ses trois chansons et a enregistré les deux morceaux de son prochain album. "Different Worlds, Different People" devait être interprété par Curtis avec un trio de soutien, mais il a choisi de ne pas chanter la chanson lui-même en raison de l'ordre de passage, et Bobby McVay a chanté la chanson en compétition avec Samantha Spencer Lane et deux autres chanteurs. sous le nom de groupe Lovin' Feeling. McVay est revenu pour gagner le concours l'année suivante en tant que membre de Sweet Dreams. Curtis est revenu à plusieurs reprises en tant qu'auteur-compositeur, remportant le concours en 1984, 1990 et 1991. La troisième chanson de Curtis a été interprétée par le groupe familial The Weltons, qui était le seul acte participant à la finale de 1982 à avoir déjà joué ou enregistré. expérience, ayant sorti plusieurs singles, dont " Down at Shorty's Place ", " Hang 10, Hang10 " et " Sweet Rock 'n' Roller ", bien qu'aucun d'entre eux n'ait atteint le classement des singles britanniques, mais ils avaient été promus sur la télévision et la radio allemande,,. Le quatuor "Good Looks" mettait en vedette Lewis et Lavinia Rodgers, le frère et la sœur de l'ancien participant britannique à l'Eurovision Clodagh Rodgers. Bien que formé pour le concours pour chanter "Every Day of My Life" de Dave Mindel, le groupe est resté ensemble et a enregistré la chanson thème de clôture de Jim'll Fix It, également composée par Mindel. Lors d'une édition de cette émission, le groupe a interprété la chanson avec un spectateur qui avait demandé à Jim de la préparer pour qu'il chante la chanson.
La victoire de Bardo signifie que Sally-Ann Triplett n'est devenue que la troisième chanteuse à remporter deux fois le concours Song for Europe, après avoir déjà remporté le concours de 1980 avec Prima Donna. (Cliff Richard avait représenté le Royaume-Uni deux fois à l'Eurovision, mais n'a pas participé au concours pour déterminer l'artiste britannique).Triplett reste le seul artiste à avoir participé à plusieurs reprises pour gagner le concours.
Les jurys régionaux ont voté en interne et ont attribué 15 points à leur chanson préférée, 12 points à la deuxième, 10 points à la troisième puis 9, 8, 7, 6 et 5 points par ordre de préférence pour les chansons de la 4e à la 8e. Les jurys étaient basés à Glasgow, Birmingham, Bristol, Belfast, Londres, Manchester et Cardiff.
| Ordre | Artiste             | Chanson                                 | Auteur(s) compositeur(s)       | Points | Place |
| ----- | ------------------- | --------------------------------------- | ------------------------------ | ------ | ----- |
| 01    | Q-Feel              | "Dancing in Heaven (Orbital Be-Bop)"    | Brian Fairweather, Martin Page | 59     | 6e    |
| 02    | Paul Curtis         | "No Matter How I Try"                   | Paul Curtis                    | 60     | 4e    |
| 03    | The Touring Company | "Every Step of the Way"                 | David Mindel                   | 69     | 2e    |
| 04    | Lovin' Feeling      | "Different Worlds and Different People" | Tony Hiller, Paul Curtis       | 60     | 4e    |
| 05    | Good Looks          | "Every Day of My Life"                  | Patrick Burston, David Mindel  | 69     | 2e    |
| 06    | Rich Gypsy          | "You're the Only Good Thing in My Life" | Elaine Saffer, John Carrington | 53     | 8e    |
| 07    | Bardo               | "One Step Further"                      | Simon Jefferis                 | 76     | 1er   |
| 08    | The Weltons         | "How Long"                              | Paul Curtis, Graham Sacher     | 58     | 7e    |

| Votes détaillés du jury | Votes détaillés du jury                 | Votes détaillés du jury | Votes détaillés du jury | Votes détaillés du jury | Votes détaillés du jury | Votes détaillés du jury | Votes détaillés du jury | Votes détaillés du jury | Votes détaillés du jury |
| Draw                    | Chanson                                 | Glasgow                 | Birmingham              | Bristol                 | Belfast                 | Londres                 | Manchester              | Cardiff                 | Total score             |
| ----------------------- | --------------------------------------- | ----------------------- | ----------------------- | ----------------------- | ----------------------- | ----------------------- | ----------------------- | ----------------------- | ----------------------- |
| 1                       | "Dancing in Heaven (Orbital Be-Bop)"    | 15                      | 8                       | 8                       | 7                       | 10                      | 5                       | 6                       | 59                      |
| 2                       | "No Matter How I Try"                   | 12                      | 6                       | 6                       | 15                      | 5                       | 9                       | 7                       | 60                      |
| 3                       | "Every Step of the Way"                 | 6                       | 15                      | 15                      | 6                       | 12                      | 6                       | 9                       | 69                      |
| 4                       | "Different Worlds and Different People" | 7                       | 9                       | 7                       | 8                       | 7                       | 7                       | 15                      | 60                      |
| 5                       | "Every Day of My Life"                  | 8                       | 10                      | 10                      | 12                      | 9                       | 12                      | 8                       | 69                      |
| 6                       | "You're the Only Good Thing in My Life" | 5                       | 7                       | 5                       | 10                      | 6                       | 15                      | 5                       | 53                      |
| 7                       | "One Step Further"                      | 10                      | 12                      | 12                      | 9                       | 15                      | 8                       | 10                      | 76                      |
| 8                       | "How Long"                              | 9                       | 5                       | 9                       | 5                       | 8                       | 10                      | 12                      | 58                      |

| Porte-parole du jury | Porte-parole du jury |
| Jury                 | Porte-parole         |
| -------------------- | -------------------- |
| Glasgow              | Ken Bruce            |
| Birmingham           | David Freeman        |
| Bristol              | Andy Batten-Foster   |
| Belfast              | David Olver          |
| Londres              | Ray Moore            |
| Manchester           | John Mundy           |
| Cardiff              | Iwan Thomas          |

### Discographie britannique
- Q-Feel - Dancing in Heaven (Orbital Be-Bop): Jive JIVET7 (7" Single)/JIVETS7 (12" Single).
- Paul Curtis - No Matter How I Try: RCA RCA215.
- The Touring Company - Every Step Of The Way: Radioactive RAD504.
- Lovin' Feeling - Different Worlds, Different People: Dazzle DAZS7.
- Paul Curtis - Different Worlds, Different People: RCA PB9961.
- Good Looks - Every Day Of My Life: Radioactive RAD503.
- Rich Gypsy - You're The Only Good Thing In My Life: Splash/CBS A2290.
- Bardo - One Step Further: Epic A2265.
- The Weltons - How Long?: Carrere CAR233.

## À l'Eurovision
Depuis que Bucks Fizz a remporté le concours en 1981, le Concours Eurovision de la chanson 1982 a eu lieu à Harrogate et a été présenté par Jan Leeming. Le Royaume-Uni a participé au concours avec la chanson "One Step Further" du groupe Bardo with, mais il n'a gagné que 76 points et s'est classé septième au total, bien qu'il soit dans le top trois pour la plupart des points attribués. Le gagnant du Concours était l'Allemagne avec "Ein bißchen Frieden" de la chanteuse Nicole.

### Vote
| Score     | Pays                             |
| --------- | -------------------------------- |
| 12 points | - Autriche - Luxembourg          |
| 10 points | Turquie                          |
| 8 points  |                                  |
| 7 points  | Irlande                          |
| 6 points  | - Norvège - Yougoslavie          |
| 5 points  | Suisse                           |
| 4 points  | - Finlande - Portugal            |
| 3 points  | Chypre                           |
| 2 points  | - Danemark - Israël              |
| 1 point   | - Allemagne - Pays-Bas - Espagne |

| Score     | Pays       |
| --------- | ---------- |
| 12 points | Suisse     |
| 10 points | Autriche   |
| 8 points  | Allemagne  |
| 7 points  | Irlande    |
| 6 points  | Luxembourg |
| 5 points  | Suède      |
| 4 points  | Portugal   |
| 3 points  | Chypre     |
| 2 points  | Belgique   |
| 1 point   | Israël     |